# Constant Lestienne
Constant Lestienne, né le 23 mai 1992 à Amiens, est un joueur de tennis français, professionnel depuis 2012.

## Carrière
Passé professionnel à 20 ans, Constant Lestienne remporte son premier Challenger à Ostrava en 2016. En septembre de la même année, il est suspendu sept mois dont la moitié avec sursis et condamné à 10 000 livres d'amende pour avoir pris part à des paris sportifs.
En 2018, il s'impose à Portoroz et parvient au second tour du tournoi ATP de Metz.
Il se révèle au cours de l'été 2022 à 30 ans en disputant trois finales sur le circuit Challenger espagnol et en remportant deux tournois à Malaga et Pozoblanco. Il enchaîne fin août avec une victoire sur Arthur Rinderknech à Vancouver. Il s'aligne ensuite sur le circuit ATP et atteint un quart de finale à San Diego suivi d'une demi-finale à Tel Aviv. 227e mondial au début de saison, il la termine au 65e rang.
Début 2023, il est demi-finaliste à Auckland. Après 21 échecs en qualifications, Constant Lestienne découvre le tableau principal d'un tournoi du Grand Chelem lors de l'Open d'Australie 2023 où il bat le Brésilien Thiago Monteiro. Il devient ainsi le joueur français le plus âgé à remporter son premier match à ce niveau de compétition. Il s'incline au tour suivant contre Cameron Norrie. Il connaît ensuite une période difficile marquée par plusieurs défaites consécutives dont trois par abandon en raison de problèmes physiques. Pour ses débuts à Roland-Garros, il perd en cinq sets face à Karen Khachanov, tête de série no 11 (3-6, 1-6, 6-2, 6-3, 6-1). C'est sur le circuit Challenger qu'il se reprend avec un succès en août à Stanford, puis en septembre à Saint-Tropez et en octobre à Alicante.

## Palmarès

### Finale en double messieurs
| No | Date       | Nom et lieu du tournoi     | Catégorie | Dotation    | Surface    | Vainqueurs                  | Partenaire              | Score             |          |
| -- | ---------- | -------------------------- | --------- | ----------- | ---------- | --------------------------- | ----------------------- | ----------------- | -------- |
| 1  | 20-02-2023 | Qatar ExxonMobil Open Doha | ATP 250   | 1 377 025 $ | Dur (ext.) | Rohan Bopanna Matthew Ebden | Botic van de Zandschulp | 65-7, 6-4, [10-6] | Parcours |

## Parcours dans les tournois duGrand Chelem

### En simple
| Année | Open d'Australie | Open d'Australie     | Internationaux de France | Internationaux de France | Wimbledon       | Wimbledon       | US Open         | US Open         |
| ----- | ---------------- | -------------------- | ------------------------ | ------------------------ | --------------- | --------------- | --------------- | --------------- |
| 2023  | 2e tour (1/32)   | Cameron Norrie       | 1er tour (1/64)          | Karen Khachanov          | 1er tour (1/64) | Liam Broady     | 1er tour (1/64) | Daniel Altmaier |
| 2024  | 1er tour (1/64)  | A. Davidovich Fokina | 1er tour (1/64)          | R. Carballés Baena       | 1er tour (1/64) | L. Musetti      | 1er tour (1/64) | J. Thompson     |
| 2025  | Q1               | Vít Kopřiva          | Q1                       | R. Andrés Burruchaga     | Q1              | Gauthier Onclin |                 |                 |

N.B. : à droite du résultat se trouve le nom de l'ultime adversaire.

### En double messieurs
| Année | Open d'Australie                                                                  | Open d'Australie | Internationaux de France                                                              | Internationaux de France                                                        | Wimbledon | Wimbledon | US Open | US Open |
| ----- | --------------------------------------------------------------------------------- | ---------------- | ------------------------------------------------------------------------------------- | ------------------------------------------------------------------------------- | --------- | --------- | ------- | ------- |
| 2017  | —                                                                                 | —                | 2e tour (1/16) C. Moutet \|\| style="text-align:left;" \| J.-J. Rojer Horia Tecău     | —                                                                               | —         | —         | —       |         |
| 2018  | —                                                                                 | —                | 1er tour (1/32) Blancaneaux \|\| style="text-align:left;" \| L. Mayer João Sousa      | —                                                                               | —         | —         | —       |         |
|       |                                                                                   |                  |                                                                                       |                                                                                 |           |           |         |         |
| 2022  | —                                                                                 | —                | 1er tour (1/32) U. Humbert \|\| style="text-align:left;" \| M. Granollers H. Zeballos | —                                                                               | —         | —         | —       |         |
| 2023  | 1er tour (1/32) M. Giron \|\| style="text-align:left;" \| Rajeev Ram J. Salisbury | —                | —                                                                                     | 1er tour (1/32) C. Moutet \|\| style="text-align:left;" \| David Pel R. Stalder | —         | —         |         |         |
| 2024  | —                                                                                 | —                | 1er tour (1/32) M. Giron \|\| style="text-align:left;" \| C. Eubanks Evan King        | —                                                                               | —         | —         | —       |         |

N.B. : le nom du partenaire se trouve sous le résultat ; le nom des ultimes adversaires se trouve à droite.

## Parcours dans lesMasters 1000
| Année | Indian Wells           | Miami | Monte-Carlo | Madrid | Rome              | Canada | Cincinnati | Shanghai | Paris |
| ----- | ---------------------- | ----- | ----------- | ------ | ----------------- | ------ | ---------- | -------- | ----- |
| 2023  | 1er tour E. Ruusuvuori | —     | —           | —      | 1er tour L. Djere | —      | —          | —        | —     |
| 2024  | 2e tour F. Auger       | —     | —           | —      | —                 | —      | —          | —        | —     |

N.B. : sous le résultat se trouve le nom de l’ultime adversaire.

## Classements ATP en fin de saison
| Année          | 2012 | 2013 | 2014 | 2015 | 2016 | 2017 | 2018 | 2019 | 2020 | 2021 | 2022 | 2023 | 2024 |
| Rang en simple | 1368 | 450  | 453  | 290  | 165  | 336  | 152  | 206  | 225  | 225  | 65   | 87   | 188  |
| Rang en double | 1411 | –    | 666  | 707  | 1006 | 371  | 739  | –    | –    | –    | 658  | 284  | –    |

Source : (en) Classements de Constant Lestienne sur le site officiel de la Fédération internationale de tennis